# Nemeskeresztúr
Nemeskeresztúr község Vas vármegyében, a Celldömölki járásban. A településen mobilposta, könyvtár, művelődési ház, labdarúgócsapat és egy alapítvány működik.

## Fekvése
A Kemenesalja (és egyben a vármegye) délkeleti csücskében, a Marcal-medencében fekszik, a Marcal folyó bal (nyugati) partján. 
A közvetlenül határos települések: észak felől Karakó, kelet felől Zalaszegvár, délkelet felől Zalameggyes, dél felől Rigács és Megyer, délnyugat felől Hetyefő és Zalaerdőd [utóbbi hat település mind Veszprém vármegyéhez tartozik], északnyugat felől pedig Jánosháza. Csak kevés híja van annak, hogy nem határos kelet-délkelet felől még Hosztóttal, nyugat felől pedig Keléddel is.

### Megközelítése
A község fekvése közlekedési szempontból jónak mondható, hiszen a Balatont Sopron környékével összekapcsoló 84-es főút közvetlenül a délnyugati széle mellett halad el és a 8-as főút nyomvonala is kevesebb, mint 3 kilométerre északra húzódik a központjától.
Főutcája a Veszprém vármegyei Csabrendektől idáig vezető 7325-ös út, utóbbi a belterület nyugati szélén ér véget, beletorkollva a község területét észak–déli irányban átszelő, a 84-es és a 8-as főutak összekapcsolását is biztosító 8457-es útba.
Áthalad a településen, ugyancsak észak–déli irányban a Bajánsenye–Zalaegerszeg–Ukk–Boba-vasútvonal is, amelynek vasútállomása is van itt; Nemeskeresztúr vasútállomás néhány lépésre található az említett két, négy számjegyű út találkozásától. Távolsági buszforgalom (Keszthely, Szombathely, Sopron, Sümeg, Celldömölk, Sárvár) is áthalad a községen.

## Története
A település első okleveles említése 1332-ből ismert. A feudális korban kisnemesek lakták. 1704-ben gróf Károlyi Sándor, Rákóczi fejedelem vezérlő tábornoka az akkor Németkeresztúrnak nevezett településről, mint a kuruc hadsereg dunántúli kiképző táborából bocsátotta ki a hadsereg szabályzatát és a katonai eskü szövegét.
Jelenlegi nevét 1907-től viseli.

## Közélete

### Polgármesterei
- 1990–1994: Szép József (független)[3]
- 1994–1998: Szép József (független)[4]
- 1998–2002: Szép József (független)[5]
- 2002–2006: Szép József (független)[6]
- 2006–2010: Szép József (független)[7]
- 2010–2014: Rába Gyula (független)[8]
- 2014–2019: Rába Gyula (független)[9]
- 2019–2024: Zömbik János (független)[10]
- 2024– : Zömbik János (független)[1]

## Népesség
A település népességének változása:
| Lakosok száma | 286  | 281  | 274  | 286  | 293  | 278  | 275  |
|               | 2013 | 2014 | 2015 | 2021 | 2022 | 2023 | 2024 |

A 2011-es népszámlálás során a lakosok 95,6%-a magyarnak mondta magát (4,4% nem nyilatkozott). A vallási megoszlás a következő volt: római katolikus 73,7%, református 0,4%, evangélikus 4%, görögkatolikus 0,4%, felekezet nélküli 2,2% (19,3% nem nyilatkozott).
2022-ben a lakosság 91,8%-a vallotta magát magyarnak, 1% németnek, 0,3% románnak, 0,3% szerbnek, 1,7% egyéb, nem hazai nemzetiségűnek (8,2% nem nyilatkozott; a kettős identitások miatt a végösszeg nagyobb lehet 100%-nál). Vallásuk szerint 41% volt római katolikus, 6,8% evangélikus, 1,7% református, 0,3% görög katolikus, 1,7% egyéb keresztény, 1,4% egyéb katolikus, 7,2% felekezeten kívüli (39,9% nem válaszolt).

## Nevezetességei
- Római katolikus templom. Titulusa: Szent Kereszt Felmagasztalása, 1772-ben épült az Árpád-kori templom helyén.
- A község bel- és külterületén 5, a lakosság által állított kereszt, a Kossuth utcában Mária-szobor Jézussal, a községet két részre osztó patak partján Nepomuki Szent János szobra áll.
- A művelődési ház előtt a honfoglalás ezeréves évfordulójára az önkormányzat kopjafát helyezett el.
- A Kossuth utca végén található Bertha Bulcsu nagyszüleinek háza, ahová az író sűrűn visszatért. Emlékét márványtáblán örökítették meg.
- A Millennium évében emlékparkot és Szent István-parkot avattak.
- Szent István-szobor[13]